# Alopecorhinus
Alopecorhinus es un género extinto de terápsidos terocéfalos.